# Jourgnac
Jourgnac is een gemeente in het Franse departement Haute-Vienne (regio Nouvelle-Aquitaine) en telt 917 inwoners (2005). De plaats maakt deel uit van het arrondissement Limoges.

## Geografie
De oppervlakte van Jourgnac bedraagt 14,4 km², de bevolkingsdichtheid is 63,7 inwoners per km².
De onderstaande kaart toont de ligging van Jourgnac met de belangrijkste infrastructuur en aangrenzende gemeenten.

## Demografie
Onderstaande figuur toont het verloop van het inwonertal (bron: INSEE-tellingen).